# Paradoxe de la roue d'Aristote

Déplacement horizontal de points situés sur le pourtour d'une roue d'Aristote.

Déplacement total de points situés sur le pourtour d'une roue d'Aristote.

Le paradoxe de la roue d'Aristote, ou paradoxe des deux roues d'Aristote, est un problème énoncé pour la première fois dans Questions de Mécanique (en), dont la paternité est généralement attribuée à l’École d'Aristote. Il concerne un montage de deux roues concentriques et solidaires de différents rayons. La roue ayant le plus grand diamètre est appuyée sur une surface horizontale sur laquelle elle peut rouler. La roue plus petite, ayant le même centre que la roue plus grande et fixée à cette dernière, parcourra la même distance que la grande roue. Ainsi, la distance parcourue par la grande roue correspond à sa circonférence, alors que la petite roue parcourra une distance plus grande que sa propre circonférence, d'où le problème.
Le problème ne se limite pas aux roues et peut être généralisé à tout système impliquant deux formes concentriques de tailles différentes situées sur un arbre. Le système se déplace ainsi d'une distance équivalente au périmètre de la forme la plus grande, et ce, quel que soit l'aspect de la forme la plus petite.

## Histoire du paradoxe
Le problème est soulevé pour la première fois dans l'ouvrage Mechanica, attribué à Aristote. Il est également repris dans les Mechanica d'Héron d'Alexandrie.
Le problème est abordé à nouveau en 1570 par le mathématicien Jérôme Cardan dans son œuvre Opus novum de proportionibus numerorum, puis par Mersenne en 1623 dans Quaestiones Celeberrimae in Genesim et Gilles de Roberval.
Mais à cette époque, c'est surtout Galilée qui donne de la visibilité au problème, utilisant ce dernier dans son dialogue philosophique Discours sur deux sciences nouvelles afin de soutenir une certaine forme d'atomisme. Galileo expose son analyse en présentant deux hexagones concentriques. En imaginant l'hexagone le plus grand se déplaçant sur une surface, Galilée note que le plus petit "saute" un espace à chaque changement de côté sur le sol du grand. Il imagine par la suite ce qui arrive si le nombre de côtés du polygone devient très grand. Il constate alors que l'espace devient de plus en plus petit. Puisqu'un cercle est un polygone dont le nombre de côtés est infini, Galilée constate que la roue d'Aristote possède une infinité d'espaces, ou "vides". Cela mène Galilée à croire à l'existence des atomes car cela réglerait le paradoxe.
Le problème est à nouveau abordé en 1851 par Bernard Bolzano dans Paradoxien des Unendlichen (en). Il constate une bijection entre les points des arcs de chacune des formes et serait le premier à relier le problème à Aristote.

## Analyse et solution
Considérant le petit cercle de rayon {\displaystyle r} et le grand cercle de rayon {\displaystyle R}, le problème est que le plus petit cercle parcourt une distance de {\displaystyle 2\pi R} plutôt que {\displaystyle 2\pi r}. Cependant, ici, {\displaystyle 2\pi r} est plutôt un hareng rouge, où l'on suppose qu'une roue parcourt toujours une distance équivalente à sa circonférence. En effet, puisqu'il est connecté au plus grand cercle, le centre du petit cercle est pertinent, mais pas sa circonférence.
Ainsi, si le système se déplace sur le grand cercle, il parcourt l'équivalent de la circonférence du grand cercle, alors que s'il se déplace sur le petit cercle, il parcourt la circonférence de ce dernier.